# جنيسم

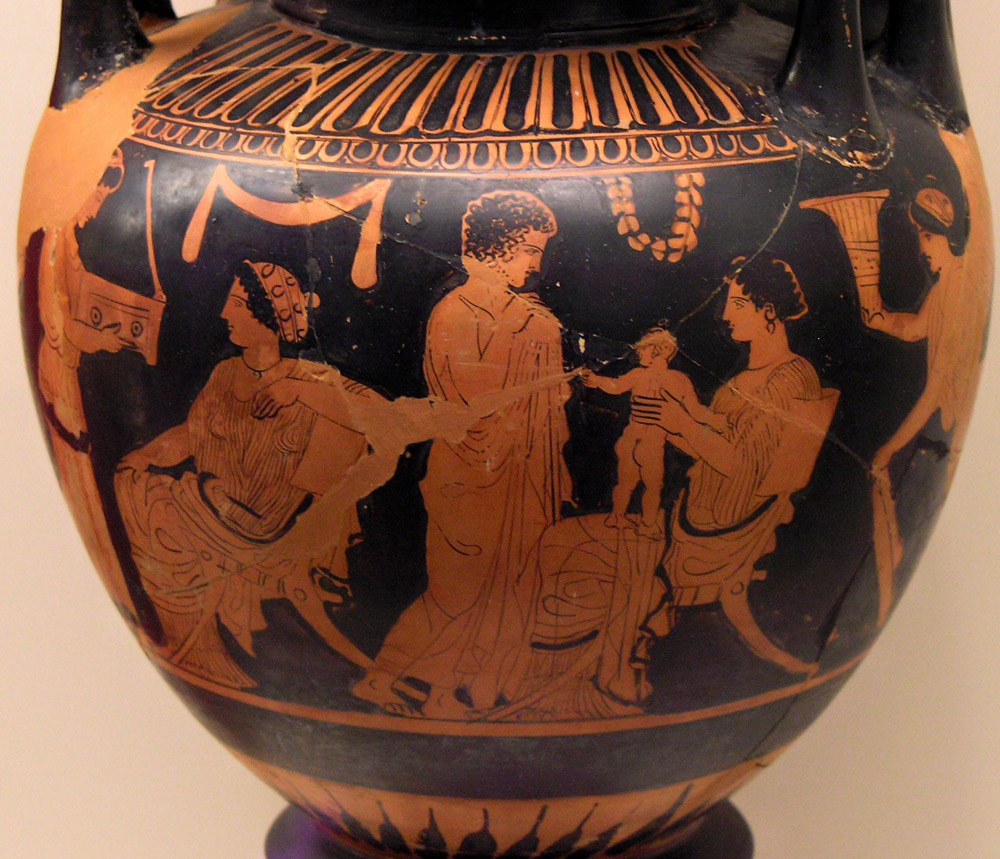
مشهد عائلي في الجنيسم – مرسوم على lèbes gamikòs حوالي 430 قبل الميلاد

الجنيسم في اليونان القديمة ((باليونانية: γυναικεῖον)‏ gynaikeion, من اليونانية القديمة gynaikeia : "مكان للنساء في المنزل"; حرفيًا "خاص بـ أو ينتمي للنساء، مؤنث") أو الجينكونيتس gynaeconitis ( γυναικωνῖτις , gynaikōnitis : "غرف النساء في المنزل") كان مبنى أو جزء من المنزل مخصص للنساء، وعادةً ما تكون في الجانب الأبعد. مشابه لـ الأنتابورا [الإنجليزية] والزنانا. يقابل الجنيسم مصطلح الأندرون andrōn، أو مكان الرجال.
غالبًا ما تبيت المرأة المتزوجة مع النساء غير المتزوجات والإماء عندما لا تبيت مع زوجها. وتقضي النساء معظم أيامهن في هذا الجزء من المنزل. وكانت هذه الغرف أكثر بعداً عن تلك المخصصة للرجال. وعند الترحيب بالضيوف، لا تكن النساء حاضرات، بل كن يبقين في هذا الجزء المنعزل من المنزل.